# فرانزیسکا تروئنر
فرانزیسکا تروئنر (آلمانی: Franziska Troegner؛ زادهٔ ۱۸ ژوئیه ۱۹۵۴) بازیگر و صداپیشه اهل آلمان است.
از فیلم‌ها یا برنامه‌های تلویزیونی که وی در آن نقش داشته‌است می‌توان به چارلی و کارخانه شکلات‌سازی اشاره کرد.